# Rhaphidophora calophylla
Rhaphidophora calophylla är en kallaväxtart som beskrevs av Heinrich Wilhelm Schott. Rhaphidophora calophylla ingår i släktet Rhaphidophora och familjen kallaväxter. Inga underarter finns listade.